# Princesa Tenko
Princess Tenko, nome artístico de Mariko Itakura (Niigata, 29 de maio de 1959) é uma cantora japonesa, que se tornou uma ilusionista de grande prestígio na Ásia.
Em 24 de julho de 2007 foi noticiado um acidente com a artista durante o espetáculo The Spike Illusion. Apesar dos ferimentos, a artista ainda realizou 30 minutos de show após o acidente.